# Клингер, Марино
Марино Клингер Саласар (исп. Marino Klinger Salazar; 7 февраля 1936, Буэнавентура, Валье-дель-Каука — 19 мая 1975, Кали) — колумбийский футболист, участник чемпионата мира по футболу 1962 года, играл на позиции нападающего.

## Биография

### Клубная карьера
Клингер в течение 9 сезонов играл за «Мильонариос», став важной частью команды, которая в те годы выиграла 5 чемпионских титулов и Кубок страны. Всего за эту команду он отыграл более 220 игр и забил более 90 голов.
В 1967 году он перешёл в «Санта-Фе», в котором он закончил карьеру по окончании сезона.

### Карьера в сборной
В составе сборной Колумбии сыграл в трёх матчах на чемпионате мира 1962 года, где забил гол в ворота сборной СССР; благодаря его голу матч закончился со счётом 4:4. Всего за сборную Колумбии сыграл 3 матча, в которых забил один гол.

### Смерть
Клингер погиб 19 мая 1975 года в возрасте 39 лет, когда автомобиль Renault 4, которым он управлял, упал в водохранилище Калима. Сообщалось, что он умер от асфиксии, находясь в автомобиле на месте аварии.

## Достижения
«Мильонариос»
- Чемпион Колумбии (5): 1959, 1961, 1962, 1963, 1964
- Обладатель Кубка Колумбии (1): 1963